# Großer Preis von Belgien 1930

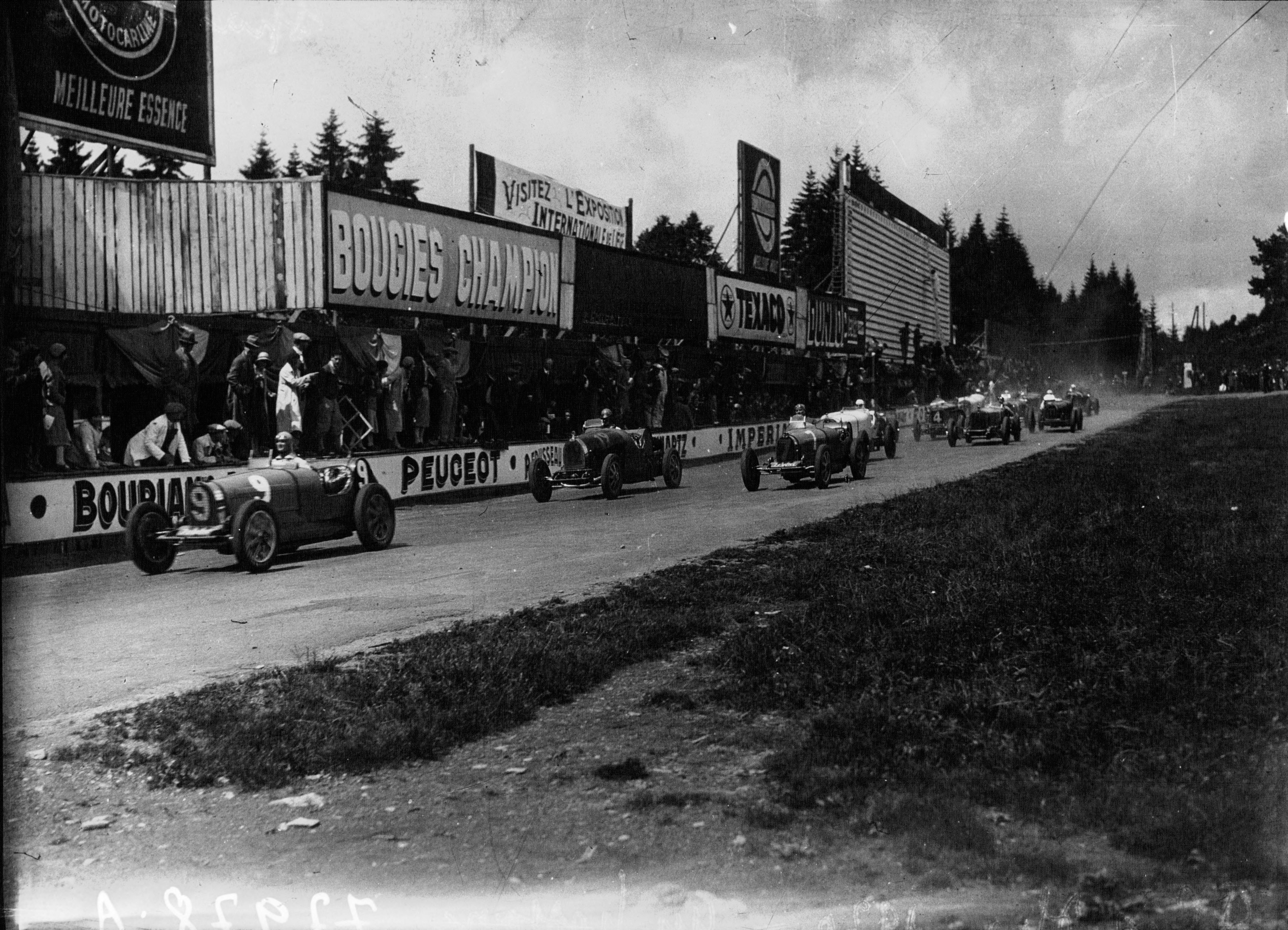
Rennstart

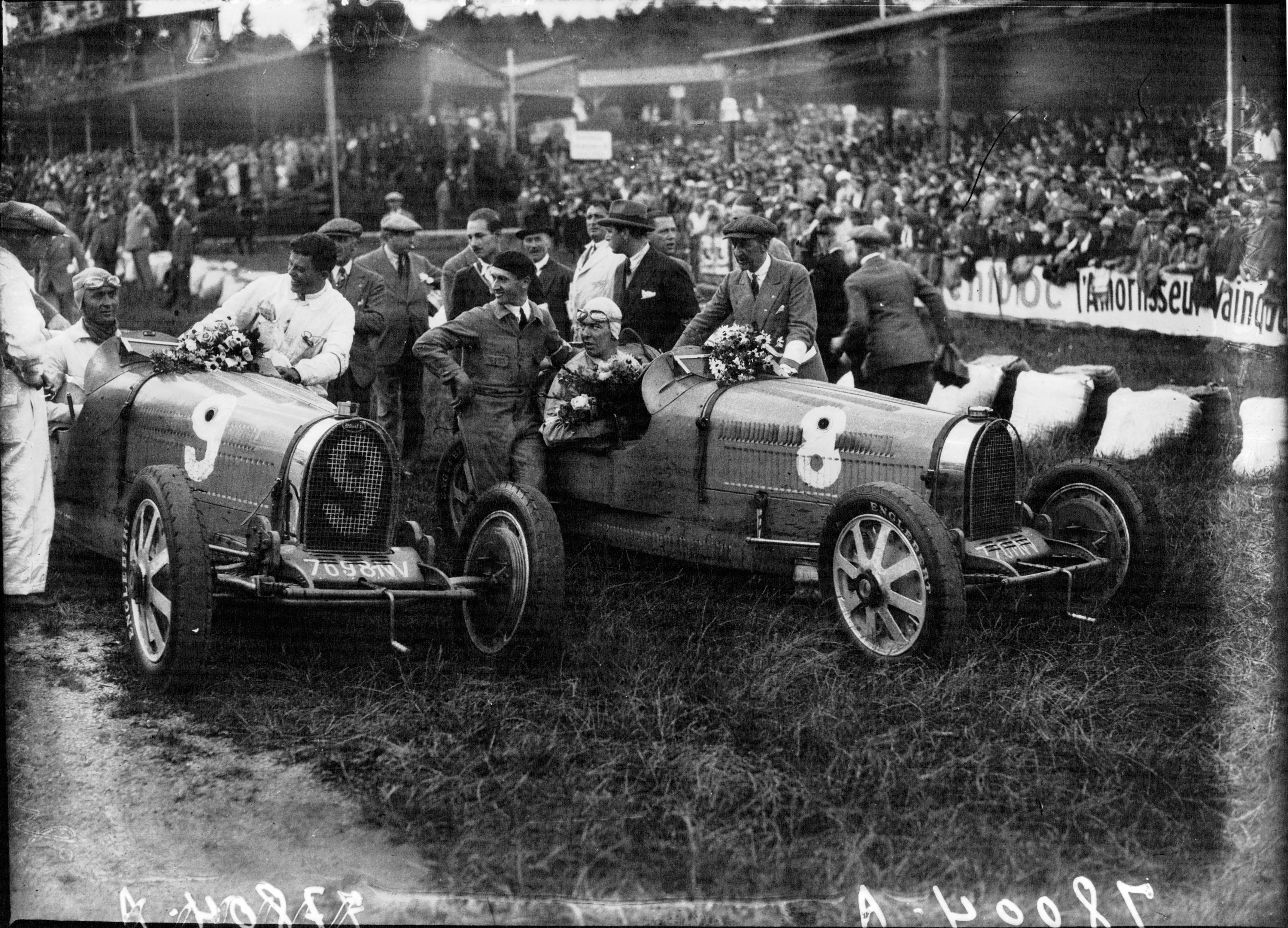
Louis Chiron (links) und Guy Bouriat (rechts) in ihren Bugattis

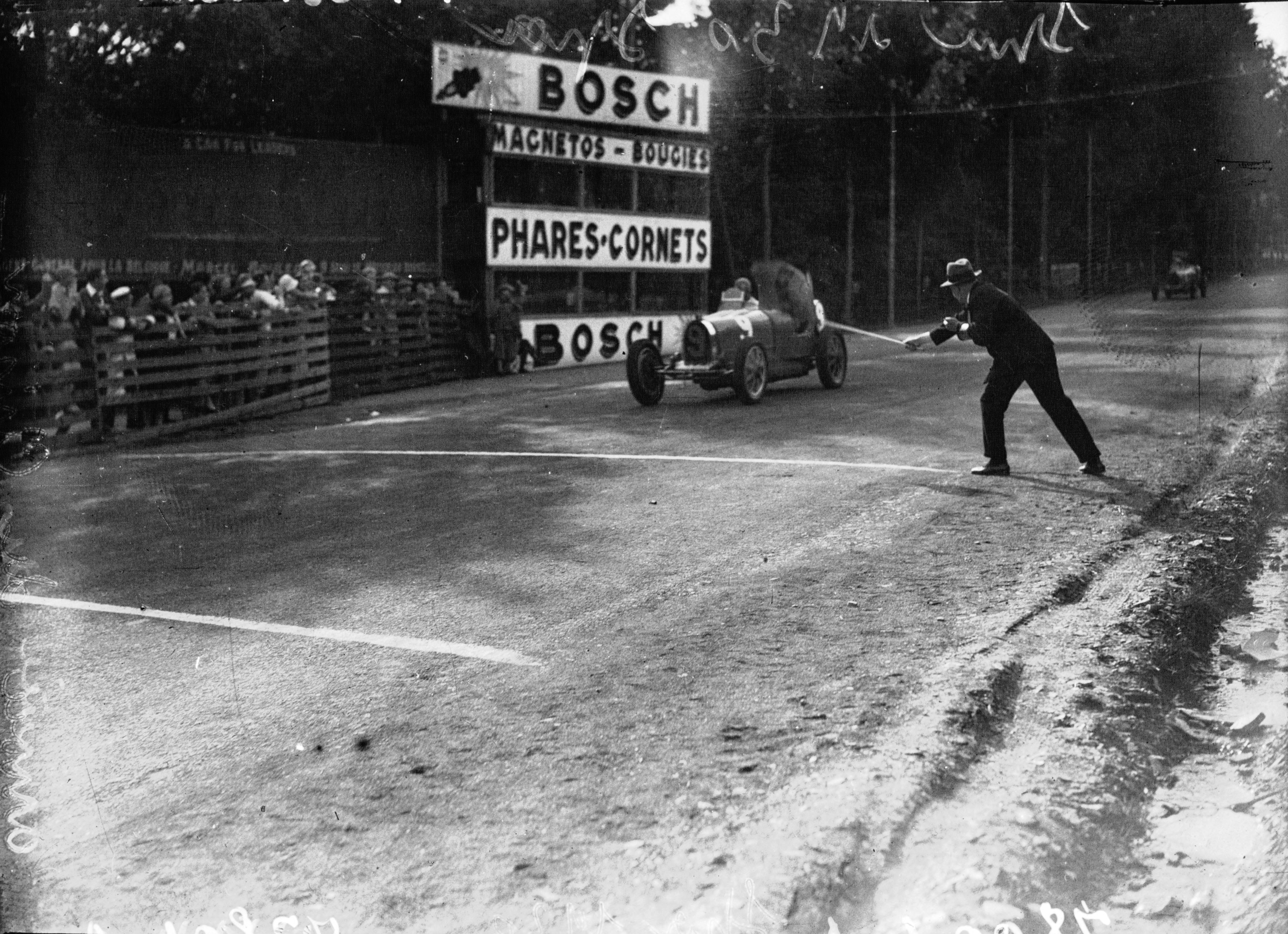
Rennsieger Louis Chiron beim skandalösen Zieleinlauf; dahinter Guy Bouriat, der als Führender fast drei Minuten auf Chiron waren musste, um ihn gewinnen zu lassen

Der II. Große Preis von Belgien fand am 20. Juli 1930 auf dem Circuit de Spa-Francorchamps statt. Es war in diesem Jahr das einzige Grande Épreuve, das nach der Internationalen Rennformel (Maximaler Verbrauch 14 kg Kraftstoff und Öl pro 100 km, Benzinzusammensetzung mindestens 70 % handelsübliches Benzin, maximal 30 % Benzol, Motorengröße mindestens 1100 cm³ Hubraum, Minimalgewicht der zweisitzigen Wagen 900 kg, Mindestbreite des Chassis 100 cm, Renndistanz mindestens 600 km) durchgeführt wurde, und war ursprünglich als Wertungslauf zur damaligen Automobilweltmeisterschaft vorgesehen. Das Rennen hatte auch den AIACR-Ehrentitel Großer Preis von Europa., es wurde über 40 Runden à 14,914 km ausgetragen, was einer Gesamtdistanz von 596,560 km entsprach.
Sieger wurde Louis Chiron auf einem Bugatti Type 35C.

## Rennen
1930 scheiterte auch der letzte Versuch des Internationalen Automobilverbands, eine Markenweltmeisterschaft für Automobile nach einer speziell dafür vorgegebenen Internationalen Grand-Prix-Rennformel durchzuführen. Der Große Preis von Belgien, der gleichzeitig auch anlässlich des 100-jährigen Bestehens Belgiens als Großer Preis von Europa zum Saisonhöhepunkt ernannt worden war, wurde mit seinem unbefriedigenden Verlauf geradezu beispielhaft für die Krise des offiziellen Grand-Prix-Sports, während im Gegensatz dazu die zahlreichen, nicht in das Regelwerk der AIACR eingezwängten Formula-Libre-Rennen spannender und erfolgreicher denn je verliefen.
Unter den Bedingungen der Verbrauchsformel, die die Treibstoffmenge auf 14 kg pro gefahrene 100 km begrenzte, war die Aussicht auf packende Rennszenen auf der Strecke von vorneherein gering. Auch hatten die Veranstalter trotz der notgedrungenen Zulassung von Privatfahrern Mühe, überhaupt ein halbwegs vernünftiges Teilnehmerfeld zusammenzubekommen, bei dem schließlich schon das äußere Erscheinungsbild der Wagen völlig anders war, als man es von anderen großen Rennen her gewohnt war.
Nur Bugatti mit seinen drei Werksfahrern Louis Chiron, Albert Divo und Guy Bouriat – und dazu mit Max Thirion und Émile Cornet zwei einheimische Privatfahrer – traten mit "echten" Grand-Prix-Rennwagen Bugatti Type 35 35C mit kompressorgeladenem 2-Liter-Reihenachtzylinder von ca. 120 PS Leistung an, die aufgrund der obligatorischen Einheitstanks, die an Stelle der eleganten Bootshecks hinter dem Cockpit eingebaut werden mussten, ein wenig an die Rennwagen aus der Zeit vor dem Ersten Weltkrieg erinnerten. Der Rest des Felds setzte sich aus einem Sammelsurium von Touren- und Sportwagen zusammen, die unter Wegfall von Scheinwerfern und Kotflügeln auf Renntrimm gebracht wurden.
Als Hauptkonkurrent für Bugatti stellten sich schnell nicht die drei zahmen Sportwagen der belgischen Imperia-Werke mit ihren kompressorlosen 1,8-Liter-Motoren heraus, sondern der von dem Franzosen Henri Stoffel eingesetzte, etwas hochbeinig wirkende Peugeot 174S mit ebenfalls seitengesteuertem 4-Liter-Motor, der schon 1925 speziell für eine solche Art von "Ausdauerrennen" konstruiert worden war.
Das Rennen begann zunächst wie erwartet und die drei Werks-Bugattis konnten zunächst lange Zeit unangefochten in gleichmäßiger Fahrt das Tempo bestimmen, mussten dabei aber auch stets den Treibstoffverbrauch im Auge behalten. Stoffel gelang es dabei, den Anschluss nie ganz abreißen zu lassen und sich hinter dem Trio mit etwa einer bis zwei Minuten Abstand zu halten.
Nach zwei Dritteln der Distanz mussten jedoch zunächst der bis dahin führende Chiron (Zündkerzenwechsel) und kurze Zeit später auch Divo (Reifenschaden) an die Box, wodurch sie beide hinter Stoffel zurückfielen. Damit war nun nicht nur die Absicht der Bugatti-Mannschaft durchkreuzt, die aus Publicity-Gründen Chiron als ihren "Champion" eigentlich zum Sieger des Rennens vorbestimmt hatte, von der sich unvermutend eröffneten Perspektive motiviert, begann Stoffel nun sogar, Druck auf den führenden Bouriat auszuüben, so dass der Bugatti-Sieg insgesamt sogar gefährdet schien. Als Stoffel schließlich bis auf fünf Sekunden herangekommen war, ging ihm jedoch noch in der letzten Runde etwa 10 km vor dem Ziel das Benzin aus. Damit war Bugattis Wunschergebnis nun plötzlich doch wieder möglich und prompt stoppte Bouriat noch unmittelbar vor der Linie, um auf seinen Mannschaftsführer zu warten. Unter den Augen des empörten Publikums dauerte es ganze zweieinhalb beschämende Minuten, bis Chiron schließlich den Zielstrich doch noch als erster überquerte.

## Ergebnisse

### Meldeliste
| Team                                | Nr. | Fahrer                 | Info  | Chassis          | Motor                      | Reifen |
| ----------------------------------- | --- | ---------------------- | ----- | ---------------- | -------------------------- | ------ |
| SA des Automobiles Impéria Exelsior | 01  | Goffredo Zehender      |       | Impéria Sport    | Impéria 1.8L I6            | E      |
| SA des Automobiles Impéria Exelsior | 02  | Jacques Édouard Ledure |       | Impéria Sport    | Impéria 1.8L I6            | E      |
| SA des Automobiles Impéria Exelsior | 03  | Michel Doré            |       | Impéria Sport    | Impéria 1.8L I6            | E      |
| La Société des Automobile Ariès     | 04  | Arthur Duray           |       | Ariès 3L         | Ariès 3.0L I4              |        |
| Charles Montier et Cie              | 05  | Charles Montier        |       | Montier Spéciale | Ford 3.3L I4               |        |
| Charles Montier et Cie              | 06  | Ferdinand Montier      |       | Montier Spéciale | Ford 3.3L I4               |        |
| Automobiles Ettore Bugatti          | 07  | Albert Divo            |       | Bugatti T35C     | Bugatti 2.0L I8 Kompressor | M      |
| Automobiles Ettore Bugatti          | 08  | Guy Bouriat            |       | Bugatti T35C     | Bugatti 2.0L I8 Kompressor | M      |
| Automobiles Ettore Bugatti          | 09  | Louis Chiron           |       | Bugatti T35C     | Bugatti 2.0L I8 Kompressor | M      |
| Baron Abel Blin d’Ormont            | 10  | Abel Blin d’Ormont     | DNA   | Bugatti T44      | Bugatti 3.0L I8            |        |
| Ernest André                        | 11  | Ernest André           | DNA   | Bugatti T35C     | Bugatti 2.0L I8 Kompressor | E      |
| Joseph Reinartz                     | 12  | Joseph Reinartz        |       | Bugatti T43      | Bugatti 2.3L I8 Kompressor | E      |
| Georges Bouriano                    | 14  | Georges Bouriano       | DNA a | Bugatti T35B     | Bugatti 2.3L I8 Kompressor |        |
| Max Thirion                         | 15  | Max Thirion            | DNA   | Bugatti T35C     | Bugatti 2.0L I8 Kompressor |        |
| Max Thirion                         | 16  | Max Thirion            |       | Bugatti T35C     | Bugatti 2.0L I8 Kompressor |        |
| Émile Burie                         | 17  | Émile Burie            |       | Georges Irat A6  | Georges Irat 3.0L I6       |        |
| Franz Gouvion                       | 18  | Franz Gouvion          |       | Lombard AL3      | Lombard 1.1L I4 Kompressor |        |
| Henri Stoffel                       | 19  | Henri Stoffel          |       | Peugeot 174S     | Peugeot 4.0L I4            |        |
| Émile Cornet                        | 20  | Émile Cornet           |       | Bugatti T35C     | Bugatti 2.0L I8 Kompressor |        |
| Fernand Delzaert                    | 21  | Fernand Delzaert       | DNA   | Bugatti T37A     | Bugatti 1.5L I4 Kompressor |        |
| Robert Laly                         |     | Robert Laly            | DNA   | Ariès 3L         | Ariès 3.0L I4              |        |

### Startaufstellung
Sie Startpositionen wurden ausgelost.
| Thirion  | Doré       | Chiron     |
|          |            |            |
| Zehender | F. Montier | Reinartz   |
|          |            |            |
| Divo     | Duray      | Ledure     |
|          |            |            |
| Burie    | Bouriat    | Gouvion    |
|          |            |            |
| Cornet   | Stoffel    | C. Montier |

### Rennergebnis
| Pos. | Fahrer                 | Konstrukteur | Runden | Stopps | Zeit        | Start | Schnellste Runde | Ausfallgrund         |
| ---- | ---------------------- | ------------ | ------ | ------ | ----------- | ----- | ---------------- | -------------------- |
| 01   | Louis Chiron           | Bugatti      | 40     | 1      | 5:08:34,000 | 1     |                  |                      |
| 02   | Guy Bouriat            | Bugatti      | 40     |        | + 1:00,000  | 11    | 7:07,900         |                      |
| 03   | Albert Divo            | Bugatti      | 40     | 1      | + 5:20,000  | 9     |                  |                      |
| 04   | Arthur Duray           | Ariès        | 40     |        | + 13:52,000 | 8     |                  |                      |
| 05   | Goffredo Zehender      | Imperia      | 40     |        | + 16:45,000 | 6     |                  |                      |
| 06   | Charles Montier        | Montier      | 40     |        | + 21:56,000 | 13    |                  |                      |
| 07   | Jacques Édouard Ledure | Imperia      | 40     |        | + 33:13,000 | 7     |                  |                      |
| —    | Henri Stoffel          | Peugeot      | 39     |        | DNF         | 14    |                  | kein Treibstoff mehr |
| —    | Joseph Reinartz        | Bugatti      | 39     |        | DNF         | 4     |                  | kein Treibstoff mehr |
| —    | Ferdinand Montier      | Montier      | 39     |        | DNF         | 5     |                  | kein Treibstoff mehr |
| —    | Franz Gouvion          | Lombard      | 39     |        | DNF         | 10    |                  | kein Treibstoff mehr |
| —    | Michel Doré            | Imperia      | 28     |        | DNF         | 2     |                  | Ausfall              |
| —    | Max Thirion            | Bugatti      | 27     |        | DNF         | 3     |                  | Ausfall              |
| —    | Émile Cornet           | Bugatti      | 12     |        | DNF         | 15    |                  | Ausfall              |
| —    | Émile Burie            | Georges Irat | 7      |        | DNF         | 12    |                  | Ausfall              |